# Боб Шнајдер
Боб Шнајдер (енгл. Bob Schneider; рођен 12. октобра 1965) је амерички поп музичар.